# Can Maluquer
Can Maluquer és una masia de Sant Joan Despí (Baix Llobregat), inclosa a l'Inventari del Patrimoni Arquitectònic de Catalunya.

## Història
La família Maluquer no era d'origen santjoanenc. Josep Maluquer i de Tirrell (1833-1916) s'hi vinculà en casar-se amb Alodia Salvador i Collaso (1843-1906),  filla de Dolors Collaso i Gil i de Josep Salvador i Soler (1804-1855). Aquest era l'últim membre de la nissaga d'apotecaris Salvador de Barcelona que va conservar el gabinet Salvador (avui a l'Institut Botànic de Barcelona) conegut com a Museo Salvador, traslladat per Silvi Salvador i Collaso a les golfes del Castell de La Bleda, on va ser redescobert el 1938 i el 2013. També era descendent del botànic i apotecari Jaume Salvador i Pedrol (Barcelona 1649-1740) que s'instal·là a la finca de Can Pau Torrents, on creà al segle xviii el primer jardí botànic científic de Catalunya, influenciat pels jardins botànics científics de les universitats de Montpeller, Pàdua, Bolonya i Roma.
Can Maluquer estava voltada de terrenys, que foren edificats el 1934 i convertits en cases benestants de la mà de l'arquitecte Josep Maria Ayxelà i Terrats.
El 28 de febrer del 1947 s'hi va inaugurar el museu dedicat a Josep Maluquer i de Tirell i a Josep Maluquer i Salvador (fundador de l'Institut Nacional de Previsió des de Can Maluquer) Estava situat a les golfes del mas, i tenia col·leccions de monedes, documents (pergamins), fotografies i objectes diversos de Josep Maluquer.
Altres membres de la família eren Manuel Maluquer i Salvador (enginyer de camins del Ministeri de Foment), i Miquel Maluquer i Salvador i Albert Maluquer i Maluquer, secretari del FC Barcelona.

## Descripció
És un mas de planta rectangular, format per tres cossos, el central dels quals és més alt que els laterals i té la porta d'accés principal. La part lateral dreta és voltada d'una galeria arcada. Els pilars de les arcades són fets a base de maons superposats. La teulada és a doble vessant. Al cos principal se n'hi ha afegit un altre a la part posterior fent teulada a dues vessants i també la teulada sota la qual es troba la galeria del primer pis.